# Kaneungnich Jaksamithanon
Kaneungnich Jaksamithanon (taj. คะนึงนิจ จักรสมิทธานนท์; ur. 5 listopada 1986 w Bangkoku) – tajska aktorka oraz prezenterka. Znana jest również jako Rodmay (taj. รถเมล์).

## Życiorys
Kaneungnich urodziła się w Bangkoku, ma troje rodzeństwa. Ukończyła szkołę Satreesamutprakarn. Następnie studia licencjackie z projektowania biżuterii na Wydziale Sztuk Pięknych Uniwersytetu Srinakarinwirote Prasarnmit. 28 listopada 2020 r. wyszła za mąż za osobę spoza branży rozrywkowej. Na gali Fever Awards 2021 otrzymała nagrodę za rolę Mai Kaew w lakornie Mae Bia dla aktorki drugoplanowej. Jej agencją zarządzającą jest Polyplus Entertainment Company Limited.

## Filmografia

### Lakorny
- 2021 Mae Bia
- 2021 Club Friday the Series 12: Kwaam Jep Bpuat Kong Meu Tee Saam
- 2020 Nuer Nai
- 2018 Khu See Phee Mue Prap
- 2017 Club Friday 9
- 2016 Plerng Kritsana The Series: Lai Hong
- 2015 Lueam Salub Lai
- 2015 Ha Unlimited
- 2015 Club Friday The Series Season 5: Secret of Classroom 6/3
- 2014 Club Friday 5
- 2014	Club Friday 4
- 2014 Naruk
- 2013 Reun Kalong
- 2012 Ching Nang
- 2010 Tur Gub Kao Lae Ruk Kong Rao
- 2010 Sai Soke
- 2010 Taddao Bussaya
- 2009 Buang Rai Pye Ruk
- 2008 KuKik Prik Gub Gleur
- 2007 Dung Duang Haruetai
- 2007 Nong Miew Kiew Petch
- 2007 Apimaheuma Maha Setee
- 2006 Yak Ja Ruk Diow Jat Hai
- 2006 Kom Ruk Kom Sanae Ha
- 2006 Tang Fah Tawan Diew

### Filmy
- 2012 First Kiss
- 2006 The Possible
- 2005 Wai Ollawon 4
- 2003 Fake